# بيير بارثس
بيير بارثس (بالفرنسية: Pierre Barthès)‏ مواليد 13 سبتمبر 1941 في بيزييه، هو لاعب كرة مضرب فرنسي سابق بدأ مسيرته كمحترف سنة 1966 وكان يلعب باليد اليمنى، اعتزل اللعب في 1976. كما أنه أحد أبطال الجراند سلام. أعلى تصنيف له في الفردي كان المركز الـ 9 في سنة 1971.

## بطولات حققها
- بطولة أمريكا المفتوحة للتنس

## النهائيات

### الزوجي: 1 (الألقاب 1)
| الحصيلة | السنة | البطولة                     | الشريك       | المنافس في النهائي   | النتيجة في النهائي |
| ------- | ----- | --------------------------- | ------------ | -------------------- | ------------------ |
| الفوز   | 1970  | بطولة أمريكا المفتوحة للتنس | نيكولا بيليك | روي إيمرسون رود ليفر | 6–3, 7–6, 4–6, 7–6 |

## روابط خارجية
- بيير بارثس على موقع رابطة محترفي التنس (الإنجليزية)
- بيير بارثس على موقع الاتحاد الدولي لكرة المضرب (الإنجليزية)
- بيير بارثس على موقع كأس ديفيز (الإنجليزية)
- بيير بارثس على موقع خلاصة التنس.كوم (الإنجليزية)